# Xung Qu
Xung Qu är ett vattendrag i Kina. Det ligger i den autonoma regionen Tibet, i den sydvästra delen av landet, omkring 160 kilometer söder om regionhuvudstaden Lhasa.
Genomsnittlig årsnederbörd är 943 millimeter. Den regnigaste månaden är juli, med i genomsnitt 172 mm nederbörd, och den torraste är december, med 5 mm nederbörd.